# Jesús Tamayo Tapia
Jesús Tamayo Tapia, más conocido como Jesús Tamayo, (Madrid, 17 de julio de 1994) es un futbolista español que juega de extremo izquierdo en el C. D. Numancia de la Segunda División B.

## Carrera deportiva
Tamayo comenzó su carrera deportiva en el Alcorcón B, de la Tercera División, en 2012, equipo con el que disputó 40 partidos y marcó 15 goles, hasta su marcha del club en 2014. Con el Alcorcón tuvo, además, la oportunidad de debutar como profesional en Segunda División. Su debut como profesional se produjo el 27 de octubre de 2013, en un partido frente al Girona F. C.
En 2014 dejó el Alcorcón para fichar por el Elche Ilicitano, que lo cedió en la segunda mitad de la temporada 2014-15 al Alcorcón B.
Para la temporada 2015-16 regresó en propiedad, de nuevo, al Alcorcón B, marchándose en 2017 a otro filial, el Getafe B, que se encontraba en Tercera División. Su gran temporada en el Getafe B, en la que hizo 9 goles en 48 partidos, le llevó a fichar por el Internacional de Madrid de la Segunda División B.
En 2019 ficha por el Rayo Majadahonda, club que tenía el objetivo de ascender a Segunda División, cosa que no pudo conseguir el club majariego, pero sí Tamayo, ya que en verano de 2020 ficha por el C. F. Fuenlabrada de la Liga Smartbank.

## Clubes
| Club                    | País   | Año         |
| ----------------------- | ------ | ----------- |
| Alcorcón B              | España | 2013 - 2014 |
| Elche Ilicitano         | España | 2014        |
| Alcorcón B (cedido)     | España | 2015        |
| Elche Ilicitano         | España | 2015        |
| Alcorcón B              | España | 2015 - 2017 |
| Getafe B                | España | 2017 - 2018 |
| Internacional de Madrid | España | 2018 - 2019 |
| Rayo Majadahonda        | España | 2019 - 2020 |
| C. F. Fuenlabrada       | España | 2020        |
| C. D. Numancia          | España | 2020 - Act. |